# Kaiserpokal 1994
Der Kaiserpokal 1994 war die 74. Austragung des Kaiserpokals, des höchsten japanischen Fußballpokalwettbewerbs. Sieger des Wettbewerbs waren die Bellmare Hiratsuka.

## Ergebnisse

### 1. Runde
|                        | Ergebnis |                         |
| ---------------------- | -------- | ----------------------- |
| Sanfrecce Hiroshima    | 1:0      | Cosmo Oil               |
| Kofu SC                | 1:0      | Universität Sapporo     |
| Yokohama Marinos       | 2:0      | Hokuriku Electric Power |
| NEC Yamagata           | 2:3      | Nagoya Grampus Eight    |
| Yokohama Flügels       | 1:0      | PJM Futures             |
| Senshū-Universität     | 1:3      | Urawa Reds              |
| Cerezo Osaka           | 1:0      | Komazawa-Universität    |
| Fujieda Blux           | 1:4      | Verdy Kawasaki          |
| Kashima Antlers        | 0:2      | Tokyo Gas               |
| Kokushikan-Universität | 1:0      | Ritsumeikan-Universität |
| Bellmare Hiratsuka     | 5:1      | Toa Corporation         |
| Toshiba                | 0:2      | JEF United Ichihara     |
| Júbilo Iwata           | 1:3      | Otsuka Pharmaceutical   |
| Hannan-Universität     | 1:3      | Gamba Osaka             |
| Nippon Denso           | 1:3      | Kyoto Purple Sanga      |
| Kawasaki Steel         | 2:1      | Shimizu S-Pulse         |

### Achtelfinale
|                       | Ergebnis |                        |
| --------------------- | -------- | ---------------------- |
| Sanfrecce Hiroshima   | 2:0      | Kofu SC                |
| Yokohama Marinos      | 1:0      | Nagoya Grampus Eight   |
| Yokohama Flügels      | 0:2      | Urawa Reds             |
| Cerezo Osaka          | 1:0      | Verdy Kawasaki         |
| Tokyo Gas             | 1:0      | Kokushikan-Universität |
| Bellmare Hiratsuka    | 2:1      | JEF United Ichihara    |
| Otsuka Pharmaceutical | 0:5      | Gamba Osaka            |
| Kyoto Purple Sanga    | 3:1      | Kawasaki Steel         |

### Viertelfinale
|                     | Ergebnis |                    |
| ------------------- | -------- | ------------------ |
| Sanfrecce Hiroshima | 0:3      | Yokohama Marinos   |
| Urawa Reds          | 0:1      | Cerezo Osaka       |
| Tokyo Gas           | 1:2      | Bellmare Hiratsuka |
| Gamba Osaka         | 2:0      | Kyoto Purple Sanga |

### Halbfinale
|                    | Ergebnis |              |
| ------------------ | -------- | ------------ |
| Yokohama Marinos   | 1:2      | Cerezo Osaka |
| Bellmare Hiratsuka | 3:2      | Gamba Osaka  |

### Finale
|              | Ergebnis |                    |
| ------------ | -------- | ------------------ |
| Cerezo Osaka | 0:2      | Bellmare Hiratsuka |